# 坎布里亞鎮區 (密歇根州)
坎布里亞鎮區（英語：Cambria Township）是位於美國密歇根州希爾斯代爾縣的一個行政鎮區。

## 地方資料
坎布里亞鎮區的面積為93.60平方千米，當中陸地面積為90.16平方千米，而水域面積為3.44平方千米。根據2020年美國人口普查的數據，當地共有人口2070人，而人口密度為每平方千米22.12人。